# Ubi caritas
Pour les articles homonymes, voir Caritas (homonymie).
 (mars 2023).
Motif : Pour Wikiquote, et encore.

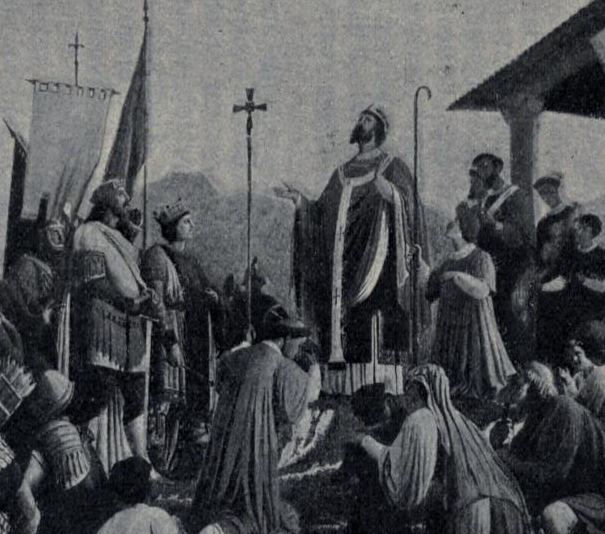
Paulin d'Aquilée.

La Ubi caritas est une hymne dont le Missel romain  de la messe de Paul VI prévoit l'utilisation facultative lors de la procession des fidèles au début de la liturgie eucharistique de la messe de la Cène du Seigneur (in Cœna Domini) dans la soirée du Jeudi saint,.
Dans les éditions antérieures au concile Vatican II, on le chantait vers la fin du lavement des pieds, bien qu'aujourd'hui cela soit encore largement pratiqué à ce moment-là.
De nos jours, l'origine de l'hymne est attribuée à Paulin d'Aquilée, tandis que le texte inspire de nombreux jeunes compositeurs.

## Texte

### Texte latin et traduction en français
On le peut chanter : antienne - quatre versets - antienne, en manière d'antienne en duplex, pour la célébration des fêtes importantes. L'actuel Missel romain et le graduel en usage au Vatican gardent cette manière, en rendant hommage aux douze Apôtres : antienne - versets I II III IV - antienne - versets V VI VII VIII - antienne - versets IX X XI XII - antienne  (voir aussi Partition au-dessous).
| antienne           | latin                               | français                               |
| ------------------ | ----------------------------------- | -------------------------------------- |
| (Paulin d'Aquilée) | Ubi caritas est vera, Deus ibi est. | Où l'amour est vrai, Dieu est présent. |

| verset | latin | français |
| ------ | --- | --- |
|        | (I) Congregavit nos in unum Christi amor. (II) Exsultemus et in ipso iucundemur. (III) Timeamus et amemus Deum vivum. (IV) Et ex corde diligamus nos sincero. - antiphona Ubi caritas (V) Simul ergo cum in unum congregamur, (VI) Ne nos mente dividamur, caveamus. (VII) Cessent iurgia maligna, cessent lites. (VIII) Et in medio nostri sit Christus Deus. - antiphona Ubi caritas (IX) Simul quoque cum beatis videamus. (X) Glorianter vultum tuum, Christe Deus. (XI) Gaudium, quod est immensum atque probum, (XII) Sæcula per infinita sæculorum. | (1) L'amour du Christ rassemble en l'unité. (2) En lui n'ayons que joie et allégresse! (3) Ayons crainte et d'amour du Dieu vivant. (4) Dans la sincérité, aimons-nous de tout cœur. - antienne (5) Et puisque nous vivons dans l'unité, (6) veillons à ne pas être divisés. (7) Que cessent les querelles et les conflits. (8) Que le Christ notre Dieu soit au milieu de nous! - antienne (9) Avec les bienheureux puissions-nous voir (10) ta face de gloire, ô Christ notre Dieu! (11) Immense et pure sera notre joie (12) à jamais, dans les siècles des siècles sans fin! |

## Partition

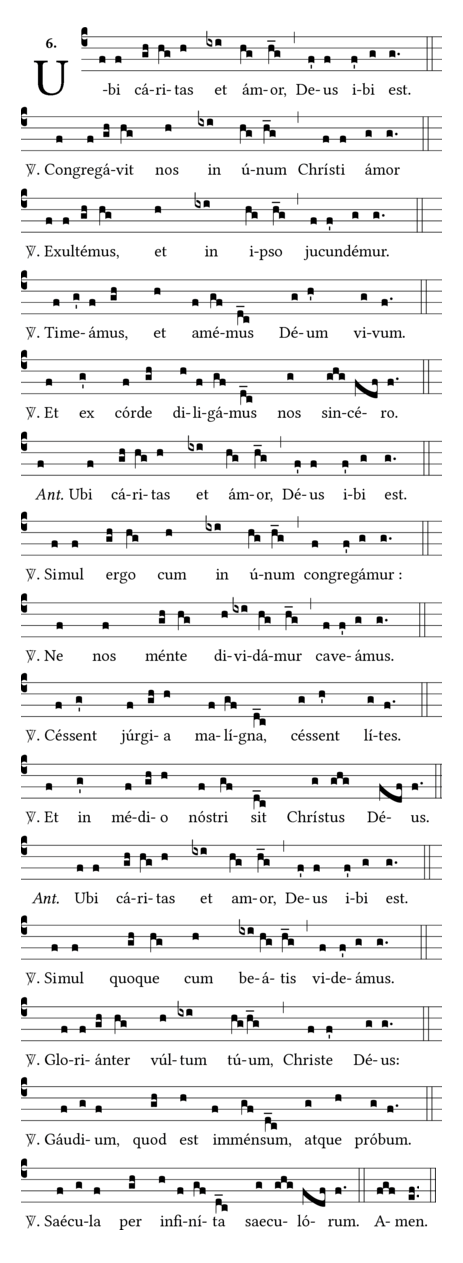
Partition de Ubi caritas et amor, Deus ibi est du VIIIe siècle

## Historique

### Origine

#### Auteur de texte
D'après l'étude de Dom Edmond Mœller, l'origine de l'hymne Ubi caritas peut être attribuée à Paulin d'Aquilée († 802). L'attribution fut proposée, pour la première fois, par Dag Norberg en 1954 alors que Jacques Chailley préférait, en 1960, l'école de Saint-Martial en Limousin. En fait, Paulin d'Aquilée avait composé une hymne religieuse De caritate en tant que fruit de la Renaissance carolingienne, mais également inspiré par le Liber regulæ pastoralis de saint Grégoire le Grand.
Hæc per coccum priscæ legis figuratur,

Qui colore rubro tingui bis iubetur,

Quia caritas preceptis in duobus

Constat, quibus Deus amatur, atque homo,

Ubi caritas est vera Deus ibi est.

— De caritate (édition critique), septième strophe sur douze,.
Dans cette œuvre, le verset Ubi caritas fonctionne comme ritournelle pour toutes les strophes.
Il faut remarquer qu'il était un moine bénédictin italien avant de servir Charlemagne qui aurait encouragé la composition.
On suppose, comme le motif de composition, un lien avec le synode de Frioul tenu en 796, que Paulin d'Aquilée présidait,,. L'œuvre fut publiée par, d'abord, Karl Strecker en 1923, puis Dag Norberg en 1979,.

#### Manuscrits anciens
Deux manuscrits les plus anciens de texte datent du IXe siècle. Il s'agit du manuscrit Augiensis Caroluensis CXCV de l'abbaye de Reichenau et du manuscrit Veronensis XC de Vérone.
Le texte se trouve aussi dans le graduel de Brescia (XIe siècle), utilisé à la cathédrale de Brescia,. À la fin de ce siècle en Italie, l'usage de l'Ubi caritas était établi. Un ordo de l'abbaye territoriale du Mont-Cassin (centre de l'ordre de saint Benoît où Paulin d'Aquilée avait commencé sa carrière comme religieux ; au XIe siècle ce poète y était très connu) contenait ce chant qui était exécuté lors du lavement des pieds du Jeudi saint : « et cantent versum Ubi caritas et amor  ». Des copies de cet ordo (1099 - 1105) se trouvent tant à la bibliothèque apostolique vaticane (manuscrit Urbinas latinus 585) qu'à la bibliothèque Mazarine à Paris (manuscrit 364) de sorte qu'à cette époque-là, grâce à ce livre liturgique dont l'on faisait de nombreuses copies, l'hymne était bien diffusée. Il semble que la pratique pour le jeudi saint, ad Mandatum, remonte à cet ordo.
L'une des partitions les plus anciennes de ce texte était celle de la Bibliotheca vaticana universalis, qui conserve les manuscrits les plus anciens de chant liturgique au sein du Vatican. C'est le manuscrit no 4750 Processionale, réservé à la procession ainsi que copié au XIIe siècle. Il s'agit d'une notation en deux lignes, très ancienne (indiquant les deux demi-tons), Ubi caritas et amor, ibi Deus, en faveur du Jeudi saint, au moment de Mandatum,. Ce geste Mandatum, lavement des pieds, était inscrit dans le rite romain à ce XIIe siècle, ce que le célébrant effectuait après les vêpres du jeudi saint. En ce qui concerne le genre musical, il s'agit d'une prose (séquence), chant syllabique, dont le texte est proche du texte actuel de l'antienne et des versets. Mais il s'agirait d'un chant vieux-romain : (Les mots en italique emploient leur orthographe différente du texte actuel.)
| Vatican Latin no 4750 | Paulin d'Aquilée (origine) | Graduel de Saint-Yrieix (antienne)                                                                    |
| --- | --- | --- |
| Ubi caritas et amor, ibi Deus est. Congregavit nos in unum Christi amor, Exultemus et in ipso iocundemur, Timeamus et amemus Deum vivum, Et ex corde diligamus nos sincere. | Congregavit nos in unum Christi amor, Exultemus et in ipso iocundemur, Timeamus et amemus Deum vivum, Et ex corde diligamus nos sincero. Ubi caritas est vera Deus ibi est. | Congregavit nos in unum Christi amor, Timeamus et amemus Christum Deum, Ubi caritas et amor ibi Deus. |

À cette époque-là, rien n'était fixé. Le graduel de Saint-Yrieix (XIe siècle), qui se remarque des chants néo-grégoriens, contient d'une antienne ad Mandatum.
Un autre manuscrit remarquable est une notation en quatre lignes. Il s'agit d'un manuscrit conservé à la bibliothèque nationale de France, manuscrit Latin 1339 (XIVe siècle). De même, cette partition était réservée au Mandatum [manuscrit en linge]. Ni le texte ni la mélodie n'est identique à la version qui est actuellement utilisé. Or, cette mélodie, qui se commence avec l'élan ascendante, est commune dans le synopsis établi par Giampaolo Ropa. C'est une comparaison de huit notations les plus anciennes en neumes (du XIe au XIIIe siècle) : trois notations sans ligne ; une avec une ligne ; trois avec deux lignes ; une en quatre lignes. Au Moyen Âge, on chantait cette mélodie différente tandis que le chant officiel de nos jours serait issu d'une autre tradition.

### Évolution de texte et changement de mélodie
Il existe donc assez de variations. Ce qui est significatif est le texte de l'antienne (premier verset) : Ubi caritas et amor et Ubi caritas est vera. Quoique l'Édition Vaticane (1908) adoptât le premier texte et amor, l'édition après le concile Vatican II préfère le deuxième est vera. En effet, Karl Strecker publia en 1923, sans connaître l'auteur, ce verset en tant que texte critique. Si l'ancien texte est toujours diffusé grâce à de nouvelles compositions du XXe siècle, le Saint-Siège décida d'adopter le texte authentique de Paulin d'Aquilée.
L'usage actuel de l'antienne se caractérise de trois strophes, en douze versets. Un graduel de Brescia, manuscrit 5D (1471) folios 193r - 203v, contient une Ubi caritas à la base de Paulin d'Aquilée, avec neuf strophes. L'origine des trois strophes actuelles se trouvent, dans ce manuscrit en tant que variantes, les I, III et IX. Or, on constate que la pratique n'était pas encore fixée, car il existait à nouveau une diversité de strophes parmi les manuscrits. Le manuscrit Veronensis XC (85) de Vérone (IXe siècle) contient quasiment la totalité des douze strophes de Paulin d'Aquilée :
- Veronensis XC : strophes I - XI (sauf XII) ;

Toutefois, d'autres manuscrits manquent de quelques strophes et/ou avec un ordre différent :
- manuscrit Augiensis Caroluensis CXCV (IXe siècle, abbaye de Reichenau) : I - VIII, X et XI ;
- manuscrit Bruxellensis 8860 - 8867 (Xe siècle) : I, II, VI, V, IV, III, VII, X, VIII, XI et XII ;
- manuscrit Bernensis 277 (Xe siècle) : I, II, VI, V, IV, III, VII, X, VIII et XI ;

Ces deux derniers étaient issus de l'abbaye de Saint-Gall en Suisse et il est possible que la dernière strophe du manuscrit de Berne ait été perdue. En ce qui concerne le manuscrit Vatican 4750 déjà mentionné, il y a plus d'omission et d'irrégularité. Cette composition est celle du manuscrit 606 de la bibliothèque publique de Lucques du XIIe siècle :
- manuscrit Vatican latin 4750 / manuscrit Lucca 606 : I, II, III, IV, VI, V (versets 1 et 2) + VII (3 et 4), VII (1 et 2)  + X (3 et 4), VIII et XI.

En ce qui concerne la mélodie, le chant actuel ne ressemble à aucune mélodie trouvée dans les manuscrits les plus anciens, y compris celui de Mont-Cassin. La mélodie actuelle se commence avec l'un des codes mères grégorien - do 2½ ré 2½ Mi - et se caractérise de nombreuses répétitions. Cette composition se trouve dans le graduel de Brescia (folio 193r, 1471), conservé à Oxford. Or, les degrés de l'élan du verset III Timeamus et du IV Et excorde ne sont pas identiques. La modification aurait pour but de commencer chaque verset avec le même son, ce qui facilite l'exécution en alternance entre l'antienne Ubi caritas et le verset. En outre, il n'est pas certain que l'on chantât cette partition avec la bémolisation.

### Réforme liturgique selon le concile de Trente
Le Missale romanum peroptime ordinatu, publié en 1507, indique qu'avant la réforme liturgique selon le concile de Trente, le rite romain faisait déjà la pratique de l'hymne Ubi caritas, à la fin de la célébration du Jeudi saint . Cette version comptait neuf strophes avec le refrain Ubi caritas et amor, Deus ibi est.
Le premier missel romain tridentin, sorti en 1570 sous le pontificat de Pie V, aussi précisait le mandatum pendant lequel les antiennes se succédaient. La dernière était Ubi caritas. Ce chant était réservé, comme auparavant, au lavement des pieds.
Il semble que la mélodie actuelle ait été fixée lors de cette réforme liturgique. Par ailleurs, peu de composition en polyphonie est connue avec ce texte. On continuait à chanter en grégorien. Costanzo Antegnati composa néanmoins un motet à la base du texte de Paulin d'Aquilée et en publia en 1581.

### Musique classique
À la différence de nombreux petits motets, tel le Panis angelicus, on ne trouve pas cette hymne dans la catégorie de la musique classique. Ainsi, en faveur de l'église de la Madeleine à Paris, Théodore Dubois († 1924) composa 34 motets, en fonction de maître de chœur. Cependant, il n'y avait aucune pièce d' Ubi caritas. Toutefois, celle-ci avait bien son influence. Ainsi, dans l'opéra L'Étranger (1900) de Vincent d'Indy, le motif d' Ubi caritas était l'un de principaux thèmes musicaux de cette œuvre. Le compositeur employait encore ce chant ancien pour La légende de saint Christophe op. 67 (1915). L'hymne Ubi caritas était intentionnellement choisie pour représenter la charité (caritas : charité) tandis que le Credo I grégorien symbolisait la foi. Dans ces opéras, la mélodie d'Ubi caritas fonctionne donc en tant que leitmotiv inventé par Richard Wagner, ce qui annonce, sans mot, mais musicalement, un sujet ou un personnage.

### Réformes liturgiques de Pie X et Pie XII
À peine élu pape, inaugura saint Pie X une immense réforme liturgique en 1903, avec son motu proprio Inter pastoralis officii sollicitudines. L'année suivante, il organisa une commission pontificale en faveur de l'Édition Vaticane. Sans changement d'usage, dans le graduel romain qui fut sorti en 1908, l'antienne Ubi caritas était encore réservée au lavement des pieds, sans rapport avec la messe. Dans sa réforme de la Semaine Sainte, saint Pie XII en 1955 a permis que cette fonction soit incluse dans la Messe de la Cène du Seigneur après l'homélie, une réforme acceptée dans le Missel romain de 1962 de saint Jean XXIII. Dans le cadre de cette réforme, la messe de la Cène du Seigneur a commencé à être célébrée au soir,.

### Usage actuel

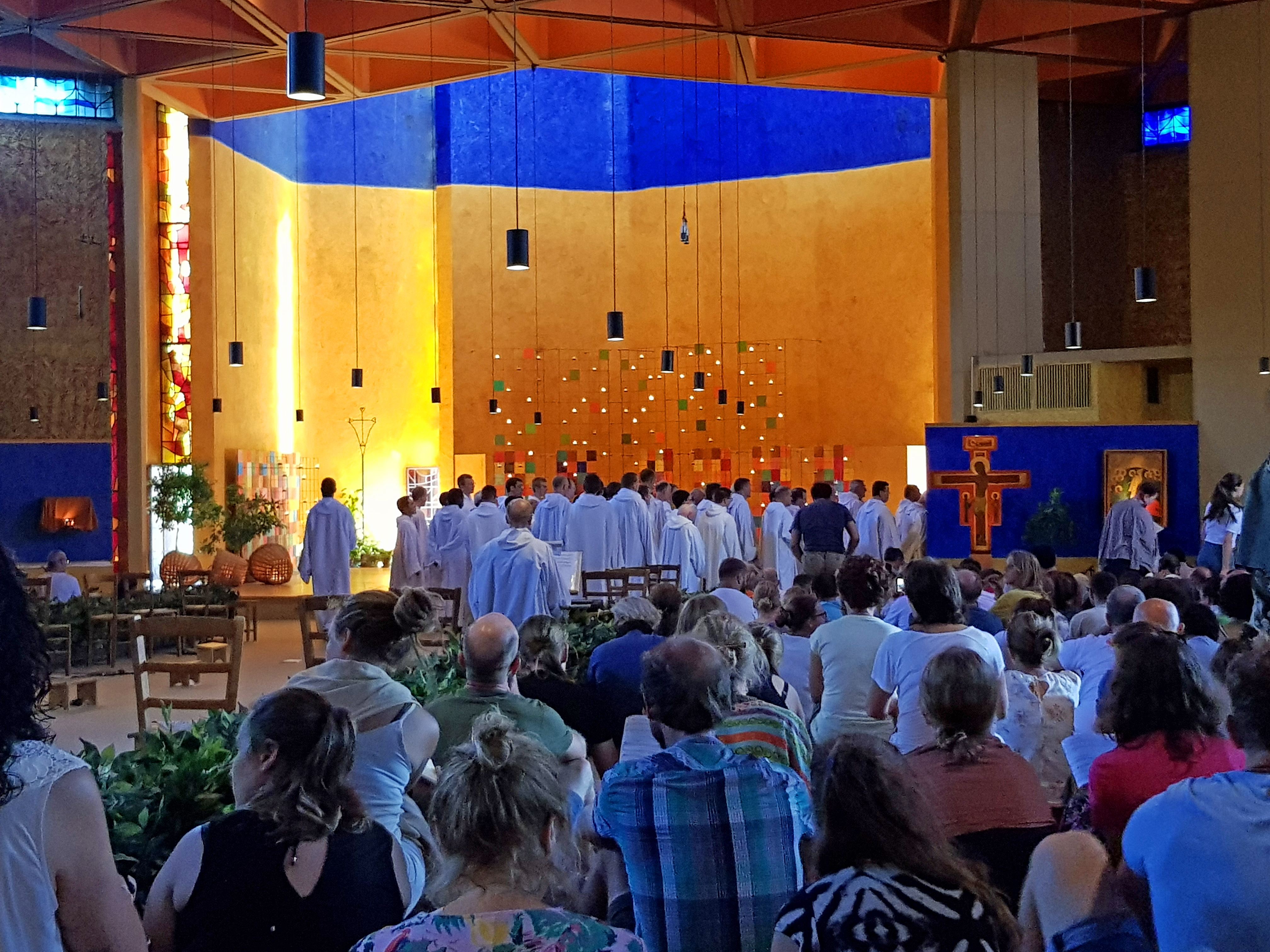
L'exécution dUbi caritas en dehors du Jeudi saint établie à Taizé.

Après le concile Vatican II, l'usage reste dans la messe en tant qu'antienne. Ainsi, au Vatican, ce chant est exécuté, selon la tradition, à la célébration du Jeudi saint. L'antienne est chantée, désormais lors de la procession de l'offertoire dans cette messe et non plus au lavement des pieds,.
D'ailleurs, cette réforme donna plus d'importance à l'hymne, de sorte qu'au début de célébration, elle puisse présenter directement le sujet ou l'intention de chaque office. C'est la raison pour laquelle, pour la première fois, le texte critique de Karl Strecker fut formellement adopté, avec le premier verset Ubi caritas est vera.
De nos jours, le texte devint l'un des sujets que de jeunes compositeurs préfèrent. Ainsi en 2011, en faveur du mariage du prince William et de Catherine Middleton, le jeune Paul Mealor, né à St Asaph, en composa un. Ce motet fut écouté, ce jour-là, par 2,5 milliard d'hommes dans le monde entier, ensuite se plaça en tête de charts aux États-Unis, au Royaume-Uni, en Australie, au Nouvelle-Zélande et en France.
Une version dʼUbi caritas est toujours chantée à la communauté de Taizé. Cette version, composée par Jacques Berthier et publiée en 1978, est très connue et fréquemment chantée, surtout pendant le lavement des pieds à la messe de la Cène. On la chante également lors de nombreuses célébrations, toute l'année. Il est vraisemblable que le chant d'Ubi caritas en latin, dont le texte est assez court, soit bien adapté à l'usage de jeunes fidèles qui apprécient l'idée de la communauté de Taizé :
[vidéo] « Disponible », sur YouTube. En admettant que Maurice Duruflé en eût déjà composé en 1960, sa pratique s'est développée à partir de Taizé en France.

## Mise en musique

### Renaissance
- Costanzo Antegnati (1549 - † 1624) : motet dans les Sacræ Cantiones, vulgo motecta paribus vocibus (1581)[bs 23]

### Musique contemporaine
- Lucien Haudebert (1877 - † 1963) : motet pour 2 voix égales, op. 41 (1939)[30]
- Maurice Duruflé (1902 - † 1986) : motet, Quatre motets sur les thèmes grégoriens, op. 40, no 1 (1960)[31]
- Jacques Berthier (1923 - † 1994) : œuvre à 3 voix avec verset, Canons, litanies et répons de Taizé 3 / Chanter l'Esprit (1978)[32],[33],[34]
- Imants Ramiņš (1943 -) : hymne pour chœur à 4 voix (1992)[35]
- Joseph Gelineau (1920 - † 2008) : chant de Taizé (1996)[36]
- Rihards Dubra (1964 -) : motet pour chœur à 4 voix (1998)[37]
- Ola Gjeilo (1978 -) : œuvre pour chœur à 4 voix de femmes, voix mixtes ou 4 voix d'hommes (1999)[38]
- Paul Paviour (1931 -) : œuvre pour chœur à 4 voix a cappella (2000)[39]
- Paul Halley (1952 -) : Ubi Caritas
- Vytautas Miškinis (1954 -) : motet, Four motets in memory of Maurice Duruflé, no 1 (2000)[40]
- Paul Mealor (1975 -) : motet à 4 voix pour la célébration du mariage du prince William et de Catherine Middleton (2011)[41]
- Pascal Reber (1961 -) : motet pour chœur à 4 voix et orgue (2013)[42]
- Christopher Gibert (1993 -) : motet pour chœur à 4 voix, Trois motets pour la Semaine Sainte, no 1 (2016)[43]
- Philip Stopford (1977 -) : œuvre pour chœur à 4 voix mixtes (2016)[44]
- Mariano Garau (1952 -) : œuvre pour chœur à 4 voix (2017)[45]
- Guy Miaille (1930 -) : antienne du jeudi Saint pour chœur à 4 voix et orgue (2018)[46]
- Morten Lauridsen (1943 -) : motet pour choeur mixte
- Claude Vercher (1955 - 2021) : motet pour choeur mixte